# Bedarashivanakere, Chitradurga
Bedarashivanakere là một làng thuộc tehsil Chitradurga, huyện Chitradurga, bang Karnataka, Ấn Độ.